# コリバクチン
コリバクチン（colibactin）は、大腸菌（Escherichia coli）やその他の腸内細菌によって生産される遺伝毒性代謝物である。遺伝子変異を引き起こして、大腸がんの原因となると考えられている。
コリバクチンはポリケチドペプチドであり、DNAにおいて鎖間架橋を形成できる。コリバクチンはポリケチド合成酵素ゲノムアイランド（pks）またはclb生合成遺伝子クラスターを含む細菌株によってのみ生産される。ヒトのおよそ20%にpksアイランドをかくまっている大腸菌が定着している。
コリバクチンは、相対するDNA鎖上のアデニン部分のアルキル化によってDNA鎖間架橋を形成する。プロファージを含む特定のバクテリアでは溶解発育（lytic development）を誘導する。